# Park Joana Miróa
Parc Joan Miró, v minulosti známý jako park Escorxador, je park v barcelonské čtvrti Eixample. V minulosti tu byla zřízena městská jatka. Stojí zde socha Dona i ocell od katalánského umělce Joana Miróa, po kterém je místo v současnosti pojmenováno. Park sousedí se Španělským náměstím a je odsud výhled na pahorky Montjuïc a Tibidabo.
Po zbourání jatek, která se přestěhovala na předměstí Barcelony, v roce 1975, vznikl uprostřed města volný prostor o velikosti 5 hektarů. V roce 1979 vyhlásila radnice soutěž na úpravu tohoto veřejného místa. Sešlo se sedm návrhů. Radnice vybrala projekt Daphnis a Chloé, který byl tvořen několika plochami, určenými pro různé aktivity a minimem zeleně. V pozdějších letech byl prostor komunitou využíván, usedlíci však nedostatek stromů kritizovali, stejně tak časté obsazování plochy přistěhovalci.

## Galerie

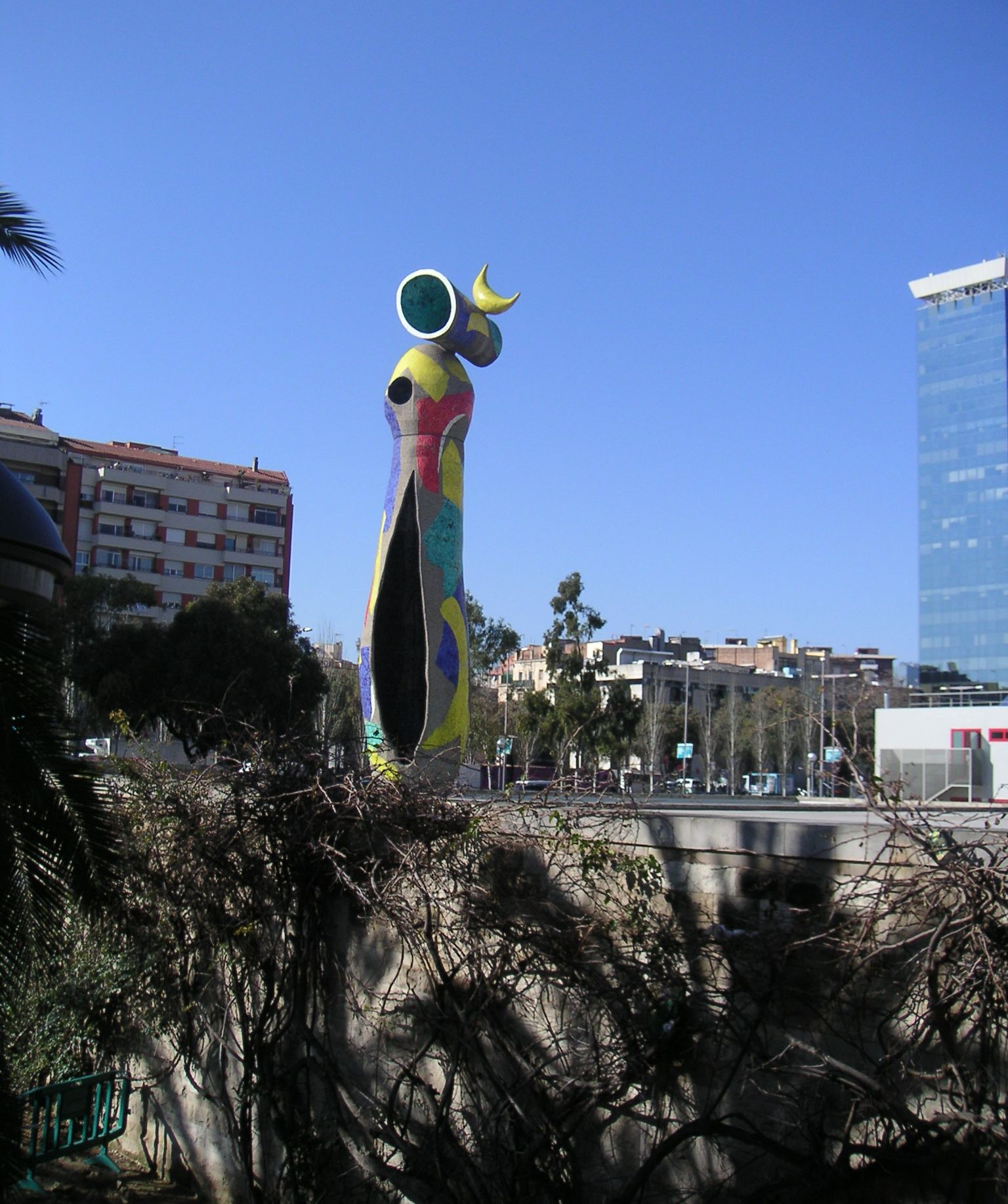
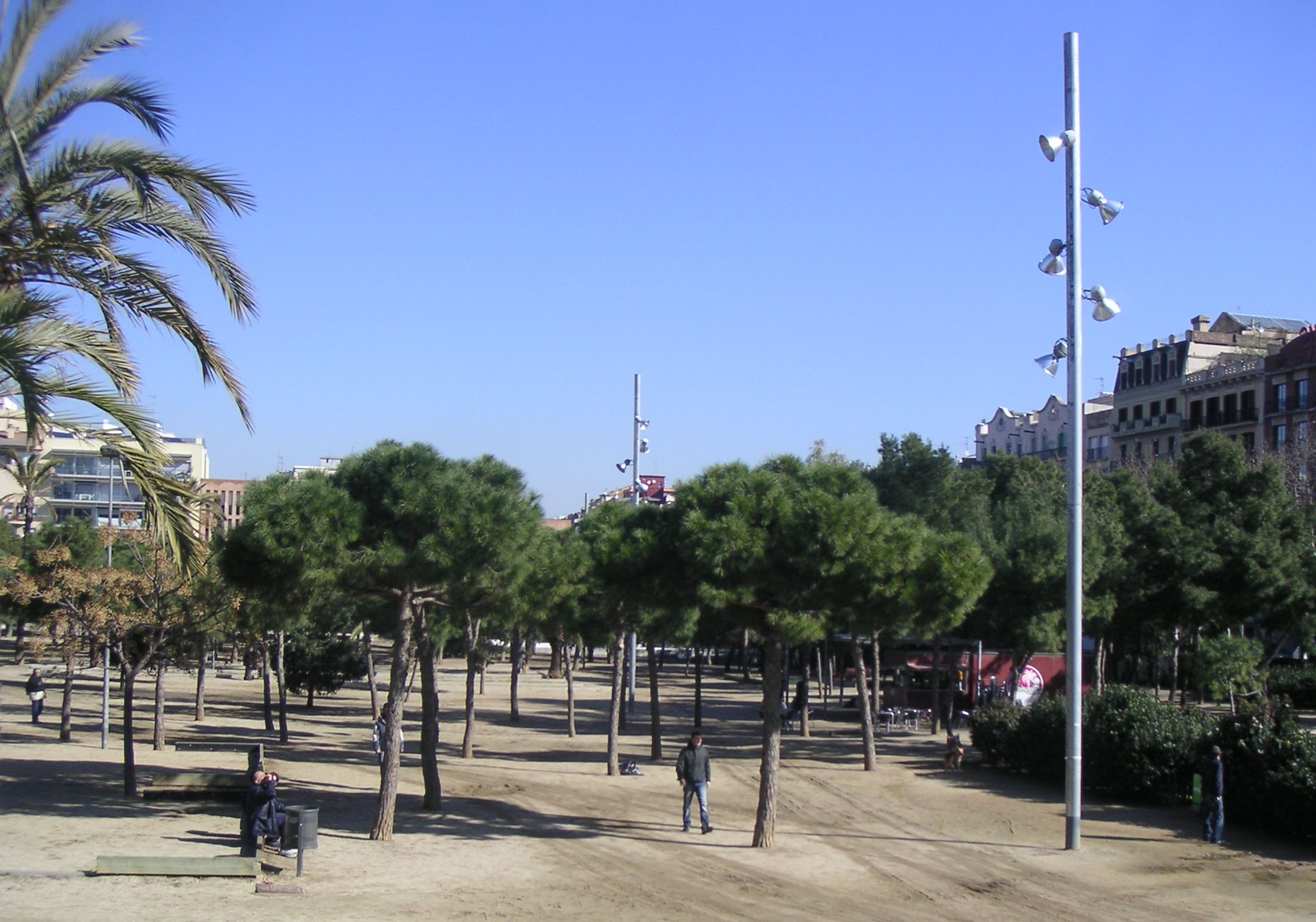
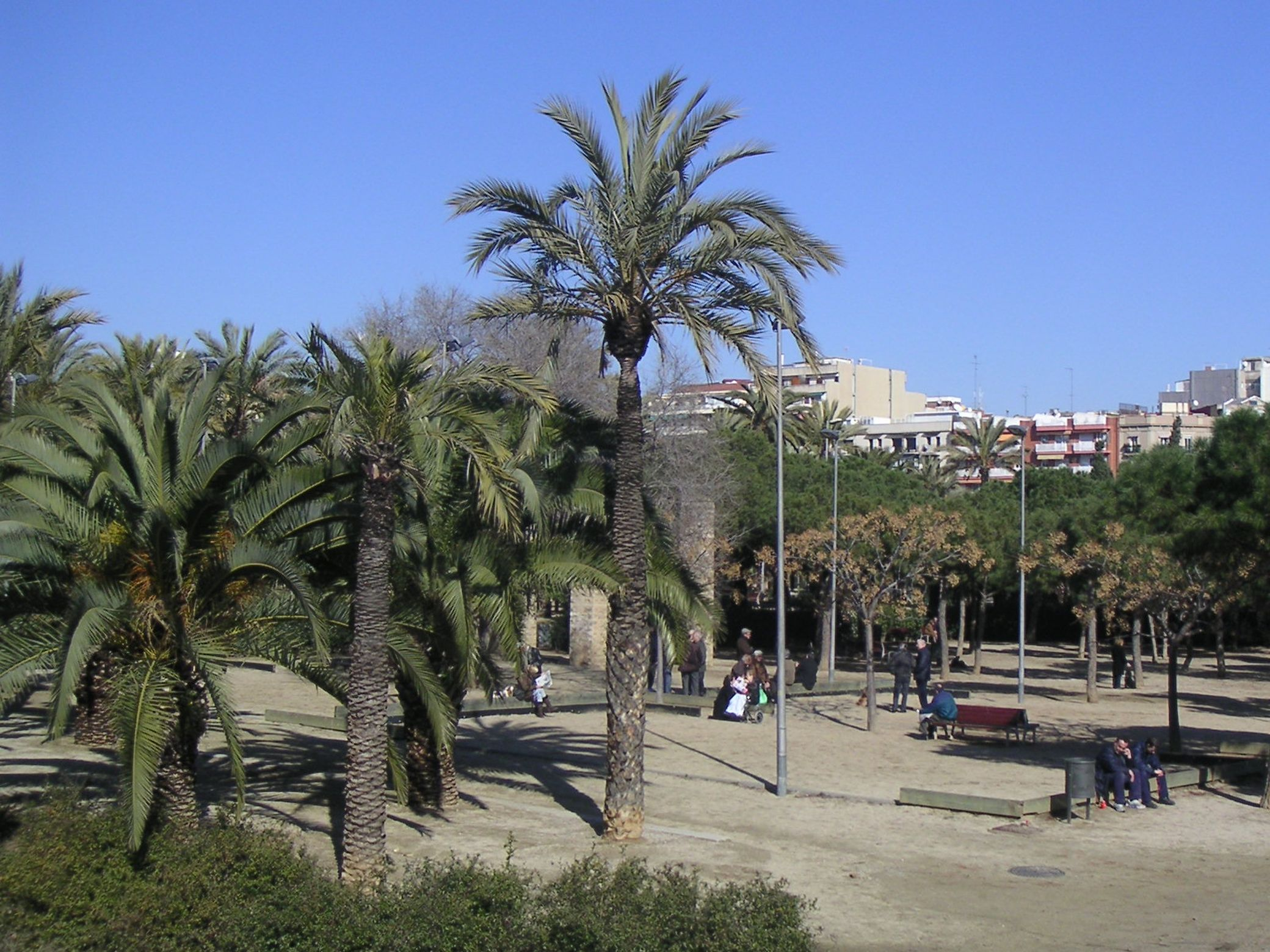
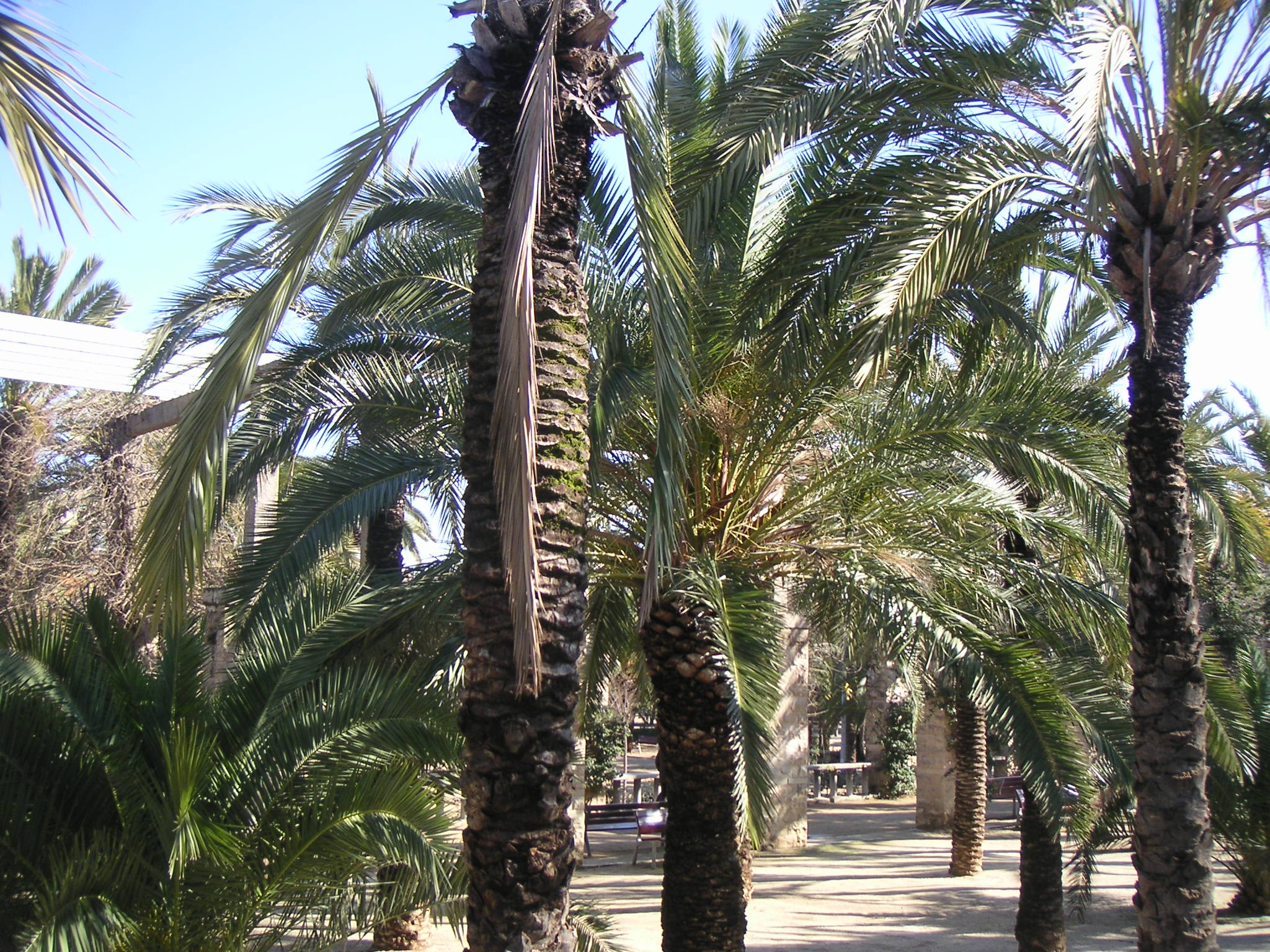